# Флаг Степновского муниципального округа
Флаг Степновского муниципального округа Ставропольского края Российской Федерации — опознавательно-правовой знак, составленный и употребляемый в соответствии с вексиллологическими правилами, служащий одним из официальных символов муниципального образования.
Утверждён 27 ноября 2008 года как флаг Степновского муниципального района и внесён в Государственный геральдический регистр Российской Федерации с присвоением регистрационного номера 4561.
Согласно решению совета депутатов Степновского муниципального округа Ставропольского края от 23 октября 2020 г. № 3/32-I, данный флаг используется в качестве символа округа.

## Описание и обоснование символики
Описание флага гласит:

Прямоугольное полотнище с отношением ширины к длине 2:3, состоящее из трёх полос, расположенных по восходящей диагонали: жёлтой (вверху у древка), красной и белой, в соотношении (5:8:5). Посередине красной полосы — кольцеобразно соединённые семь жёлтых звёзд.— Решение Совета Степновского муниципального района Ставропольского края от 27 ноября 2008 года № 8/69-II
Флаг разработан на основе герба, который языком символов и аллегорий отражает особенности Степновского района.
Красная полоса, на которой семь жёлтых (золотых) звёзд объединены в круг, аллегорически символизирует сам район и входившие в его состав семь сельских поселений. Каждое поселение представлено отдельной звездой, и при этом все они объединены в общий круг — в единое муниципальное образование Степновский муниципальный район.
Красный цвет — символ труда, силы, мужества, красоты и праздника. Жёлтая и белая полосы на флаге образно отражают основу экономики района — сельскохозяйственное производство. Жёлтый цвет (золото) — символ урожая, золотых нив, стабильности, уважения и интеллекта. Белый цвет (серебро) — символ чистоты, совершенства, мира и взаимопонимания.

## История
Разработка проекта флага Степновского муниципального района Ставропольского края осуществлена при участии Союза геральдистов России.
В состав авторской группы вошли:
- Александр Николаевич Литвиненко (Степное), Константин Фёдорович Мочёнов (Химки) — идея флага;
- Николай Николаевич Сотников (Степное) — художник и компьютерный дизайн;
- Кирилл Викторович Переходенко (Конаково) — обоснование символики[1][3][4].

Флаг был разработан на основе композиции проекта герба муниципального района и представлял собой полотнище, состоявшее из трёх диагональных полос жёлтого, красного и белого цветов. В центре красной полосы — семь жёлтых пятиконечных звёзд, расположенных по кругу.
27 ноября 2008 года районный совет утвердил данный флаг, после чего направил его на рассмотрение в Геральдический совет при Президенте Российской Федерации. После прохождения геральдической экспертизы флаг внесли в Государственный геральдический регистр под номером 4561.
25 июня 2010 года на стеле, посвящённой образованию Степновского района, были открыты памятные доски в честь государственной регистрации официальных символов района — герба и флага.
16 марта 2020 года все муниципальные образования Степновского района были объединены в Степновский муниципальный округ.
Решением совета депутатов Степновского муниципального округа Ставропольского края от 23 октября 2020 г. № 3/32-I установлено использовать в качестве официальных символов округа герб и флаг Степновского муниципального района.